# Cola urceolata
Cola urceolata är en malvaväxtart som beskrevs av Karl Moritz Schumann.
Cola urceolata ingår i släktet Cola och familjen malvaväxter. Inga underarter finns listade i Catalogue of Life.